# 饱和吸收光谱
饱和吸收光谱是实验原子物理学中，可以精确确定原子在其基态和光激发态之间的跃迁频率而不受多普勒频移影响的一种技术。理想情况下，该方法可以将这些频率确定到自然线宽的精度，而自然线宽与激发态寿命成反比例关系。在不做处理的情况下，由于多普勒效应，大多数待分析的原子气体样品在室温下的谱线均会高度展宽。一般而言，为了消除上述多普勒效应的影响，需要将体系冷却到数mK的低温，而使用饱和吸收光谱法测定可以免去复杂的降温操作，同时获得未受多普勒展宽影响的光谱。在原子物理实验中，该法还用于将激光的频率锁定在原子跃迁的精确波长上。

## 原理
饱和吸收光谱是一种经典的，但非一般性的泵浦探测方法。一束具有较高强度的激光穿过原子蒸气，该光称为泵浦光。在泵浦光的反方向，另一束频率相同的弱光束穿过原子蒸气，该光称为探测光。改变两束光的频率，并用光电二极管记录不同频率下探测光的吸收。
尽管两光束的频率相同，但由于原子的自然热运动，与两束光作用的原子不同。如果光束相对于原子跃迁频率是红失谐的，那么泵浦光将被朝光源方向运动的原子吸收，而探测光束将被速度相同但方向相反的原子吸收。如果光束频率蓝失谐，则情况相反。

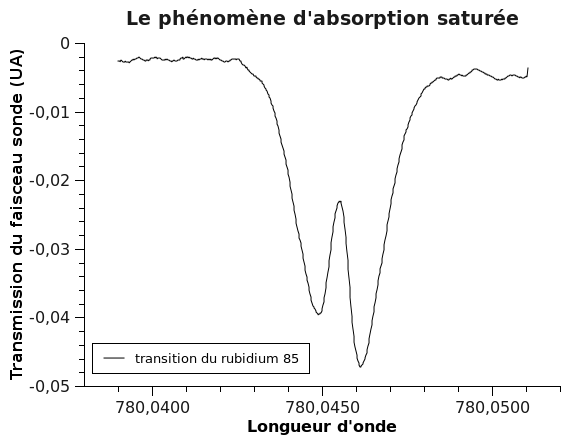
天然铷光电二极管记录的探测光束的透射率随激光波长变化的典型曲线

但是，如果激光频率近似与原子跃迁频率共振，则两光束将与同一群原子发生作用，即速度矢量几乎垂直于激光传播方向的原子。在原子跃迁的双能态近似下，强的泵浦光将许多原子激发至激发态，直至基态和激发态的原子数近似相等，即对应的跃迁被饱和。此时，由于能够吸收探测光的原子跃迁已近似达到饱和，故探测光的吸收将会减弱。因此，随着激光扫频，在每个原子跃迁（通常是超精细共振）的频率处都会观察到吸收特征的小幅下降。泵浦光的强度越高，目标跃迁的饱和程度越大，探测光吸光度下降的幅度就越大。在理想条件下，谱图上凹陷的宽度可以接近该跃迁的自然线宽。
在具有两个以上能态的系统中使用上述方法的结果是存在交叉共振线。当单个多普勒线形内存在两个跃迁，且这两个跃迁共享同一个基态或激发态时，在两个跃迁的中间频率处会出现一个交叉峰。其形成的原理是：当激光频率处于两跃迁的中间频率时，一些以一定速度朝向泵浦光源运动的原子的频率较高的跃迁被饱和，而这些原子的频率较低的跃迁则恰好能够吸收反方向的探测光。由于这两个跃迁共享一个基态或激发态，因此泵浦光会导致处于这一共享能态中的原子数目发生变化，使探测光的吸收降低。同理，对于以相同速度背向泵浦光源运动的原子也有同样的使吸收降低的效应。这些交叉峰可能非常强，通常强于主要的饱和吸收峰。

## 实验实现
由于泵浦光和探测光必须具有精确相同的频率，因此最方便的解决方案是使它们来自同一激光器。使激光器发出的光束射向中性密度滤光镜，穿过滤光镜的光作为泵浦光，而强度较低的反射光作为探测光。为了微调激光器的频率，可以使用带有能够控制腔波长的压电换能器的二极管激光器。为了消除光电二极管的噪声，可以采用激光多次扫频，而将光电二极管的多次读数取平均的方法。
在真实原子中，有时在样品的多普勒线形内会有两个以上的相关跃迁（例如在具有超精细相互作用的碱金属原子中）。此时，除了交叉共振之外，吸收特征中还将产生其他凹陷。